# Wat Lok Mo Li

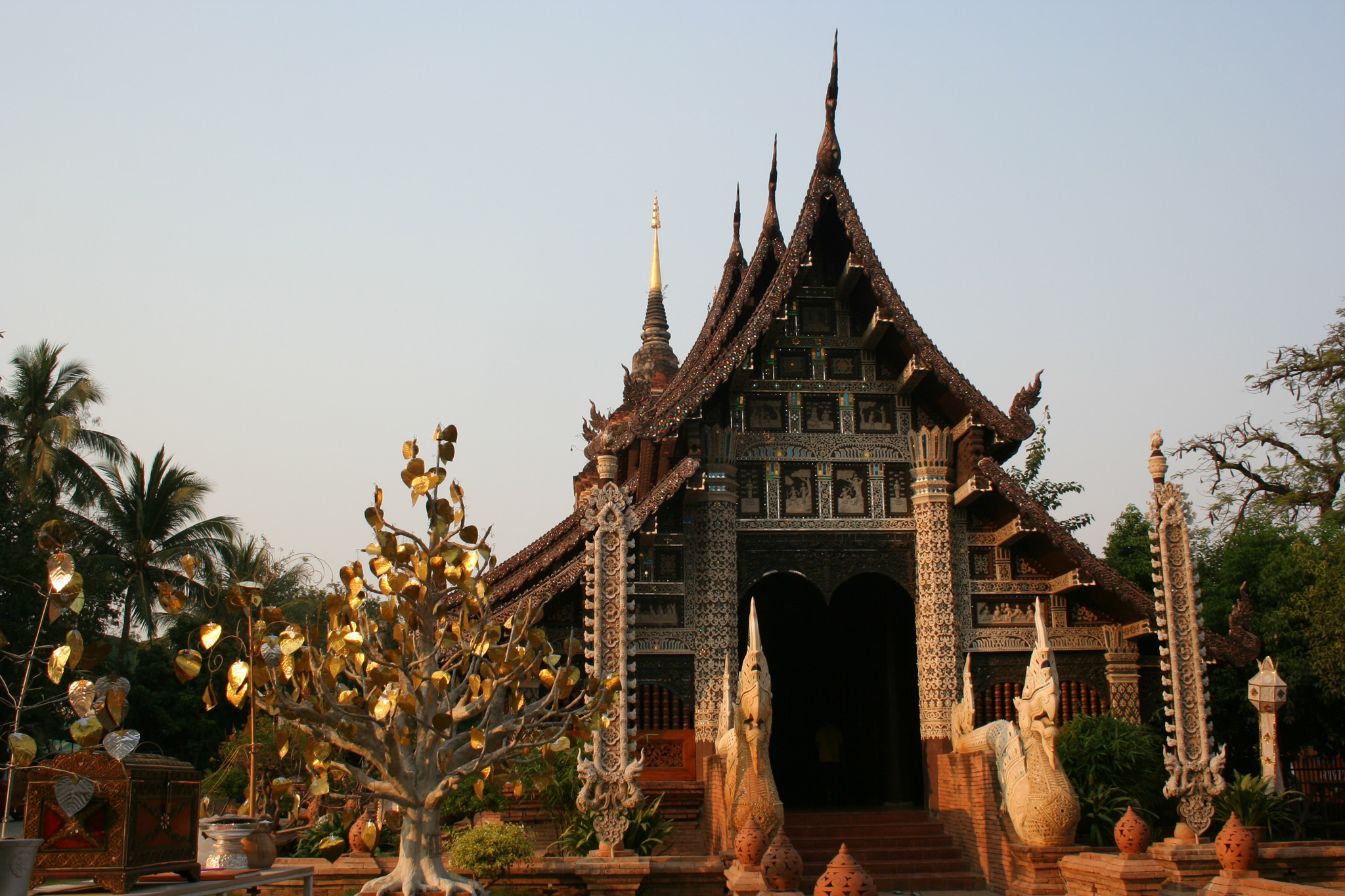
Het wihan-gebouw

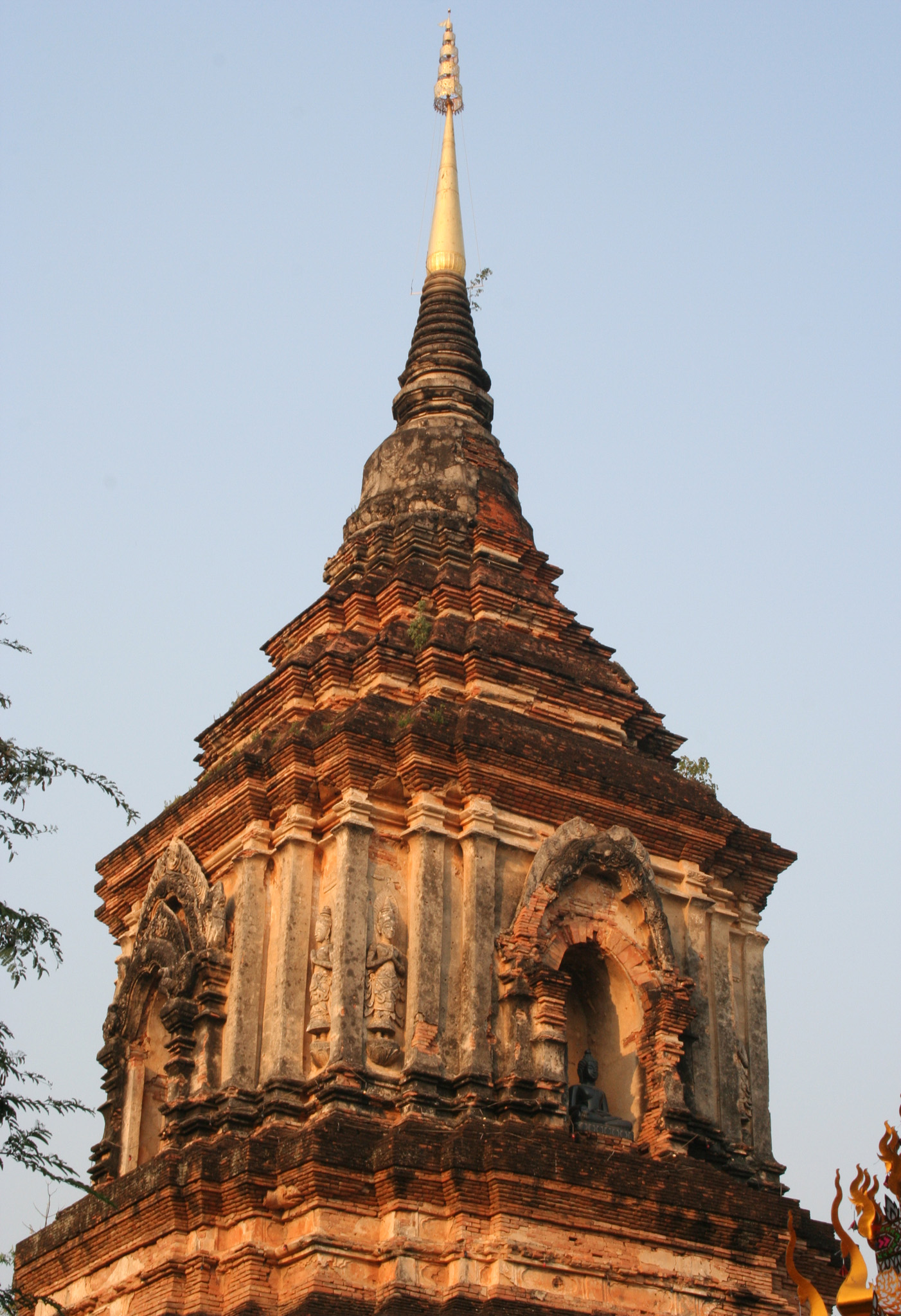
De grote chedi

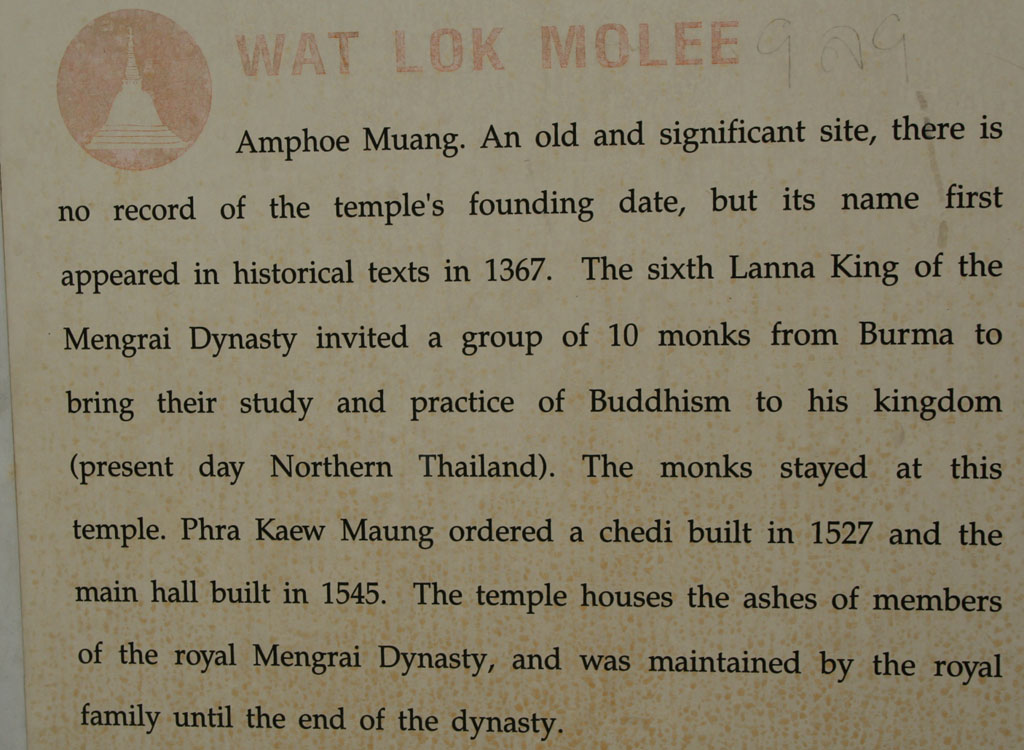
Informatie over de tempel

Wat Lok Moli (Thai: วัดโลกโมฬี, ook wel geschreven als Wat Lok Molee) is een boeddhistische tempel (wat) in Chiang Mai, Thailand.
Hij ligt buiten de oude stadsmuren aan het noordelijke deel van de gracht, circa 400 meter ten westen van de noordelijke stadspoort (Chang Phuak poort).
De stichtingsdatum is niet bekend, maar in 1367 wordt de tempel voor het eerst in oorkonden vermeld.
De zesde koning van de Mengrai dynastie heeft een groep van tien monniken uit Birma uitgenodigd om het Theraveda Boeddhisme te verbreiden. Deze monniken leefden in dit tempelcomplex.
Koning Ket Chettharat gaf in 1527 opdracht voor de bouw van de chedi. Later, in 1545, gaf hij tevens opdracht het Wihan-gebouw te bouwen.
De as van meerdere leden van de Mengrai dynastie werd in deze tempel bijgezet, en de Koninklijke familie nam de verantwoording voor het onderhoud van de tempel op zich tot het einde van de Mengrai dynastie.
De grote chedi is geheel vervaardigd uit baksteen. Alleen het bovenste deel van de spits is bedekt met verguld metaal.
Bijzonder aan deze tempel is de noord-zuid oriëntatie van het wihan-gebouw, met de ingang naar het zuiden gericht.
De meeste tempels hebben een oost-west oriëntatie met de ingang naar het oosten gericht.